# 勒特雷波尔
勒特雷波尔（法語：Le Tréport，法語發音：[lə tʁepɔʁ]），法国北部城市，诺曼底大区滨海塞纳省的一个市镇，隶属于迪耶普区，其市镇面积为6.77平方公里，2022年1月1日时人口数量为4,417人，在法国城市中排名第2,330位。
勒特雷波尔位于滨海塞纳省最北端，芒什海峡东南侧，布雷勒河在此注入大西洋。勒特雷波尔是法国北部一个重要的海滨旅游城市，因当地的海滩及赌场而闻名，通过铁路线直通巴黎。

## 地名来源
“勒特雷波尔”一名来源于拉丁语“Ultrensis portus”，意为“山后的港口”，可能与当地的地理形态有关。

## 历史

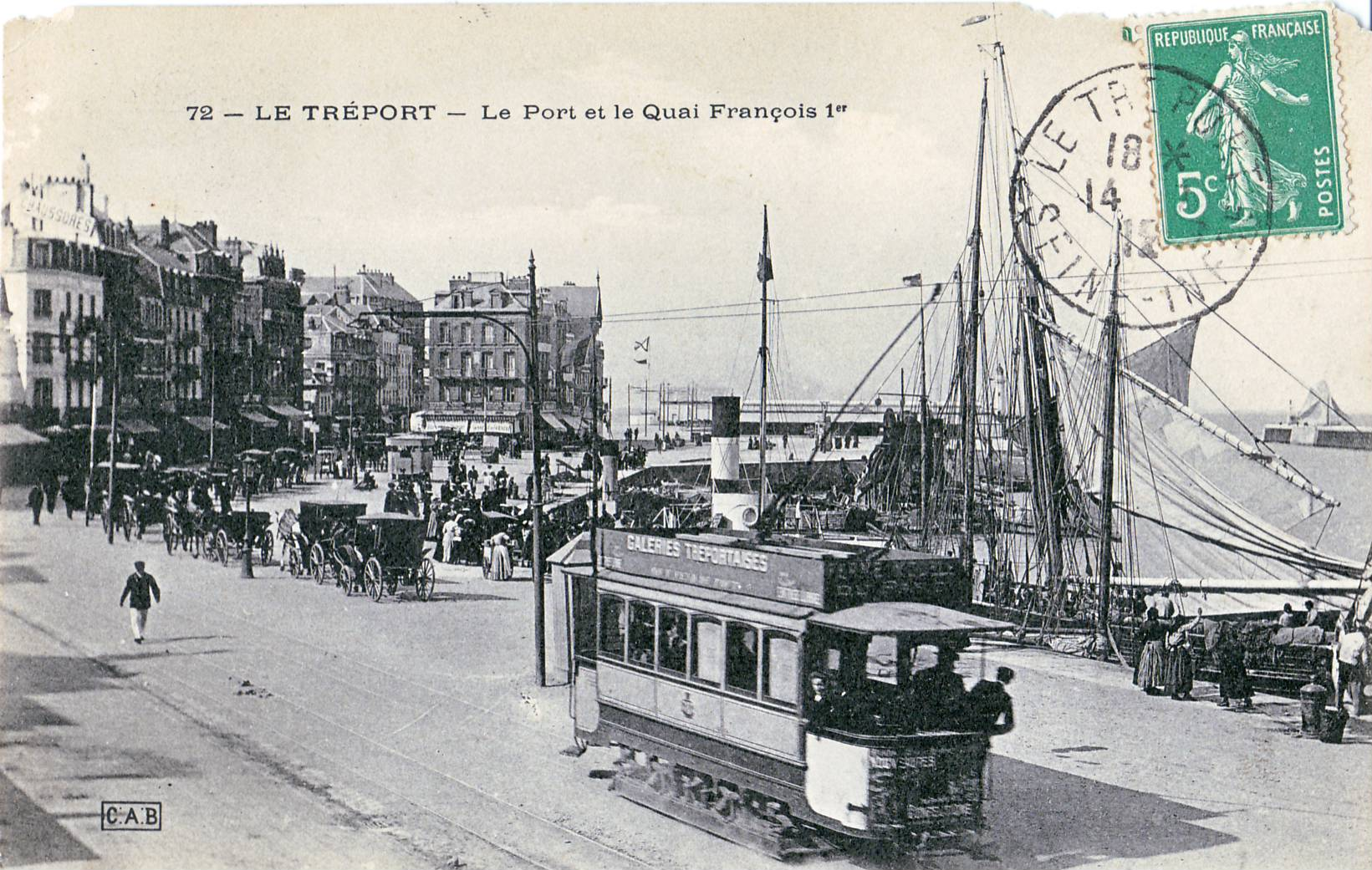
20世纪初勒特雷波尔街头的有轨电车

勒特雷波尔最初的历史起源于公元1053年当地建成的勒特雷波尔圣米歇尔修道院，此后当地长期为一处普通渔村。法国大革命后，勒特雷波尔成为滨海塞纳省的一个市镇，而圣米歇尔修道院则被收归国有，后被烧毁。19世纪初七月王朝时期，法兰西国王路易-菲利普一世曾在勒特雷波尔附近居住，并在此开辟了一处海滨浴场。19世纪末，勒特雷波尔逐渐发展成为重要的海滨旅游城市，连接巴黎和勒特雷波尔的铁路分段建成，而勒特雷波尔当地也出现了有轨电车。第二次世界大战末期，勒特雷波尔为诺曼底登陆的一处据点。20世纪中后期，勒特雷波尔人口数量趋于平稳并略有下降。

## 地理

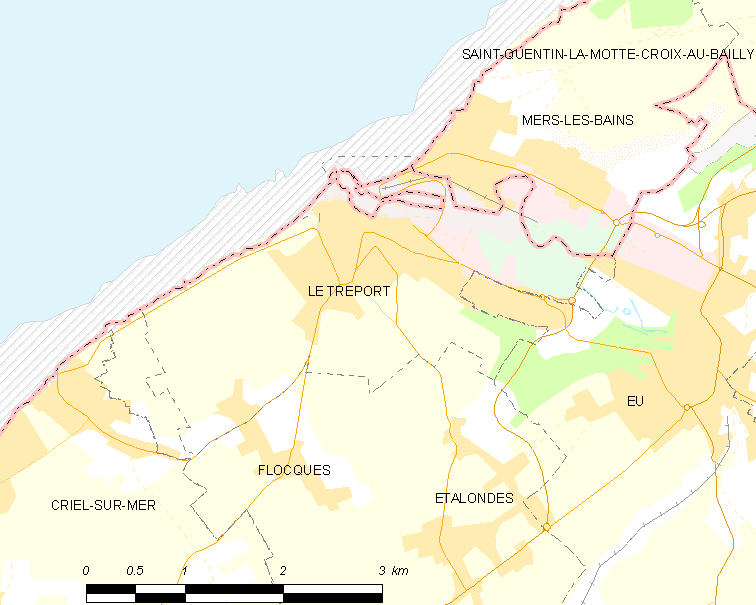
勒特雷波尔市镇范围地图

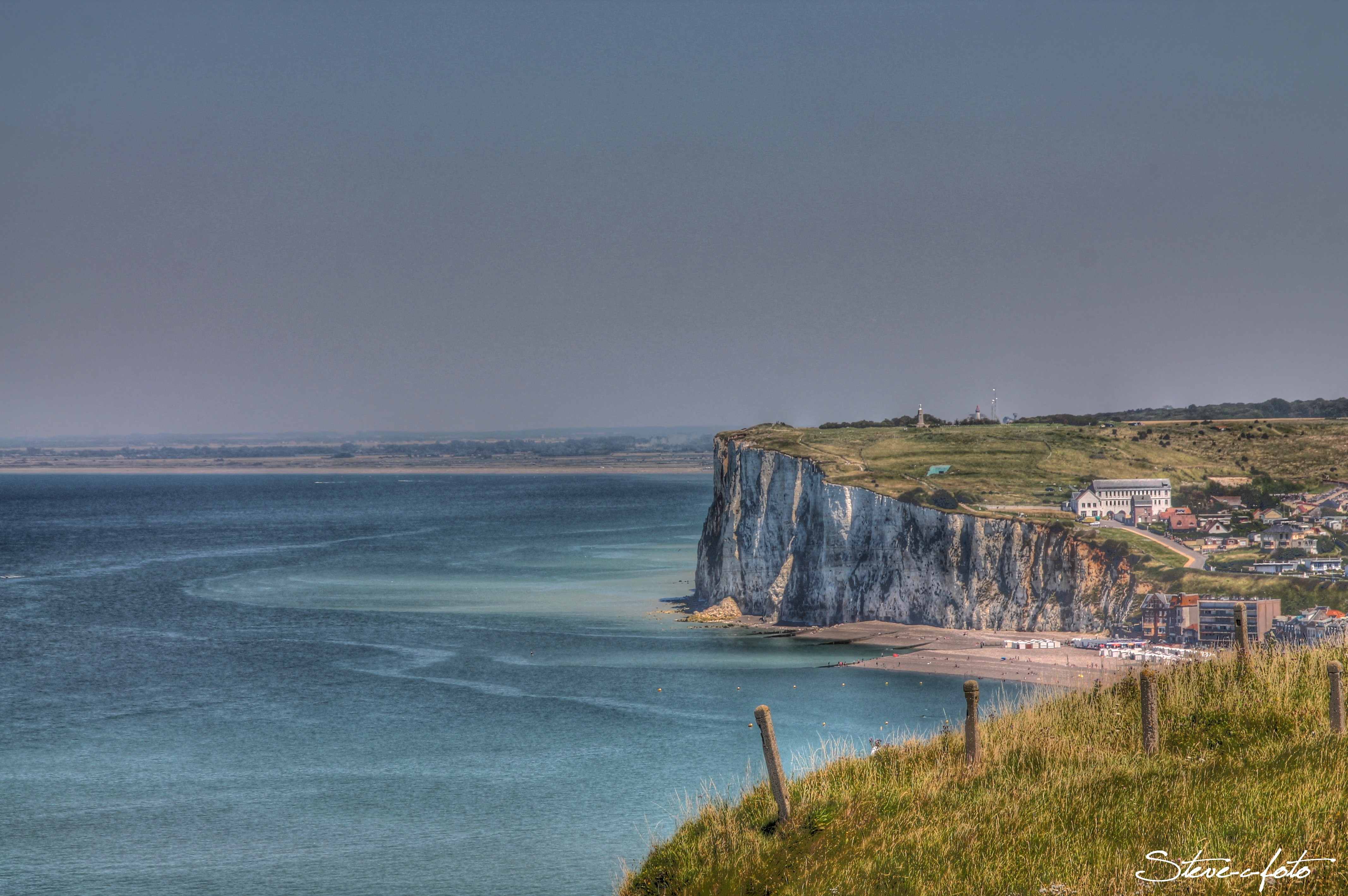
勒特雷波尔附近的海岸

勒特雷波尔位于法国北部，诺曼底大区东北部和滨海塞纳省北部，与索姆省接壤，距离省会鲁昂大约95公里。与勒特雷波尔接壤的市镇包括：梅尔斯莱班、埃塔隆德、厄镇、弗洛克。

### 地形
勒特雷波尔位于诺曼底丘陵北部腹地，境内以丘陵为主，市镇中心位于一处山坡上，南北两侧高差明显，全境海拔在0到103米之间。

### 水文
布雷勒河自东南向西北流经境内，并在此注入大西洋。该河在勒特雷波尔境内的河段经过渠化改造，可供小型船只通行。

### 植被
勒特雷波尔属于温带落叶林区，林地广泛分布于市区南部的坡地上。
在鲜花城市的评比中，勒特雷波尔被评为2星级鲜花城市。

### 气候
勒特雷波尔在柯本气候分类法中属于温带海洋性气候，因靠近海滨，当地常年多风。
距离勒特雷波尔最近的气象站位于迪耶普境内，以下为该气象站的数据（其中日照数据取自鲁昂）：
| 迪耶普1981年－2019年 | 迪耶普1981年－2019年 | 迪耶普1981年－2019年 | 迪耶普1981年－2019年 | 迪耶普1981年－2019年 | 迪耶普1981年－2019年 | 迪耶普1981年－2019年 | 迪耶普1981年－2019年 | 迪耶普1981年－2019年 | 迪耶普1981年－2019年 | 迪耶普1981年－2019年 | 迪耶普1981年－2019年 | 迪耶普1981年－2019年 | 迪耶普1981年－2019年 |
| 月份                 | 1月                  | 2月                  | 3月                  | 4月                  | 5月                  | 6月                  | 7月                  | 8月                  | 9月                  | 10月                 | 11月                 | 12月                 | 全年                 |
| -------------------- | -------------------- | -------------------- | -------------------- | -------------------- | -------------------- | -------------------- | -------------------- | -------------------- | -------------------- | -------------------- | -------------------- | -------------------- | -------------------- |
| 历史最高温 °C（°F）  | 16.4 (61.5)          | 19.4 (66.9)          | 23.8 (74.8)          | 27.6 (81.7)          | 32.4 (90.3)          | 35.4 (95.7)          | 40.1 (104.2)         | 36.1 (97.0)          | 32.7 (90.9)          | 27.4 (81.3)          | 21 (70)              | 16.9 (62.4)          | 40.1 (104.2)         |
| 平均高温 °C（°F）    | 7.5 (45.5)           | 7.9 (46.2)           | 10.3 (50.5)          | 12.3 (54.1)          | 15.4 (59.7)          | 17.9 (64.2)          | 20.1 (68.2)          | 20.7 (69.3)          | 18.9 (66.0)          | 15.6 (60.1)          | 11.1 (52.0)          | 7.9 (46.2)           | 13.8 (56.8)          |
| 日均气温 °C（°F）    | 5.2 (41.4)           | 5.2 (41.4)           | 7.4 (45.3)           | 9.1 (48.4)           | 12.2 (54.0)          | 14.9 (58.8)          | 17 (63)              | 17.4 (63.3)          | 15.4 (59.7)          | 12.5 (54.5)          | 8.5 (47.3)           | 5.6 (42.1)           | 10.9 (51.6)          |
| 平均低温 °C（°F）    | 2.8 (37.0)           | 2.6 (36.7)           | 4.5 (40.1)           | 5.8 (42.4)           | 9 (48)               | 11.8 (53.2)          | 13.9 (57.0)          | 14 (57)              | 11.9 (53.4)          | 9.4 (48.9)           | 6 (43)               | 3.4 (38.1)           | 7.9 (46.2)           |
| 历史最低温 °C（°F）  | −16.4 (2.5)          | −16.6 (2.1)          | −9.4 (15.1)          | −3 (27)              | 0 (32)               | 1.8 (35.2)           | 5.8 (42.4)           | 4.6 (40.3)           | 1.2 (34.2)           | −3.3 (26.1)          | −8 (18)              | −11 (12)             | −16.6 (2.1)          |
| 平均降水量 mm（）    | 65.8 (2.59)          | 51.5 (2.03)          | 56.7 (2.23)          | 56.6 (2.23)          | 60.6 (2.39)          | 58.6 (2.31)          | 54.7 (2.15)          | 57 (2.2)             | 69.9 (2.75)          | 89.8 (3.54)          | 89.2 (3.51)          | 87.8 (3.46)          | 798.2 (31.43)        |
| 月均日照時數         | 58.6                 | 74.5                 | 117.4                | 158                  | 182.8                | 202.2                | 199.2                | 191.8                | 156.1                | 107.8                | 60                   | 49.2                 | 1,557.6              |
| 来源：infoclimat.fr  |                      |                      |                      |                      |                      |                      |                      |                      |                      |                      |                      |                      |                      |

## 行政区划
勒特雷波尔是法国诺曼底大区滨海塞纳省的一个市镇，编号为76711。勒特雷波尔隶属于迪耶普区、滨海塞纳省第六选区和厄镇县，同时也是姐妹城市市镇公共社区的组成部分。
法国国家统计与经济研究所（简称）在进行数据统计时，将勒特雷波尔及相邻的另外5个市镇设为厄镇城市核心区，并将包括核心区在内的周边共24个市镇划为厄镇城市区。自2020年起，勒特雷波尔城市区被包含26个市镇的厄镇城市辐射区代替。此外，还将勒特雷波尔市镇分为了3个“块区”（IRIS），以便于统计人口分布情况。

## 交通

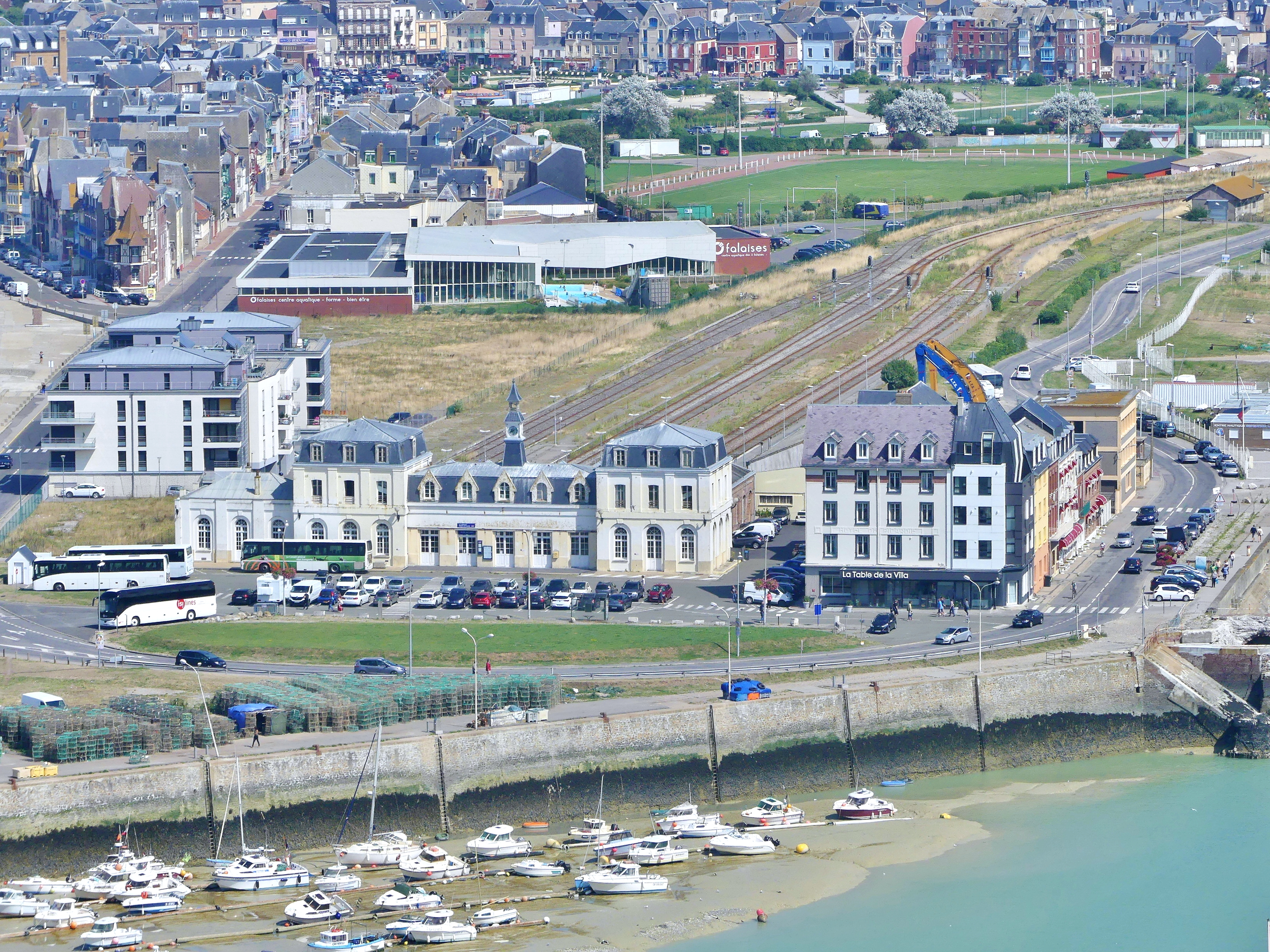
勒特雷波尔-梅尔斯火车站

### 公路
滨海塞纳省省道D78线、D126线、D940线、D1915线等在勒特雷波尔境内交汇，诺曼底大区下属的城际客运提供巴士线路，可前往迪耶普；上法兰西大区公共交通则提供往返于勒特雷波尔和阿布维尔之间的城际巴士。
2017年，43%的勒特雷波尔家庭拥有至少一辆私人汽车。2019年，勒特雷波尔境内共发生各类交通事故2起，造成1人遇难，2人受伤。

### 铁路
勒特雷波尔位于埃皮奈-维勒塔讷斯－勒特雷波尔-梅尔斯铁路上。勒特雷波尔-梅尔斯站位于市区北部，是一个尽头式的铁路车站，该站每天开行多班前往博韦的区域列车，周末及节假日则延伸至巴黎。

### 航空
距离勒特雷波尔最近的民用航空站为博韦-蒂耶机场，距离勒特雷波尔市中心的公路里程约96公里。

### 城市公共交通
截至2021年5月，勒特雷波尔暂无城市公共交通系统。勒特雷波尔缆车可连接勒特雷波尔的上下两部分，免费向公众开放。

## 政治

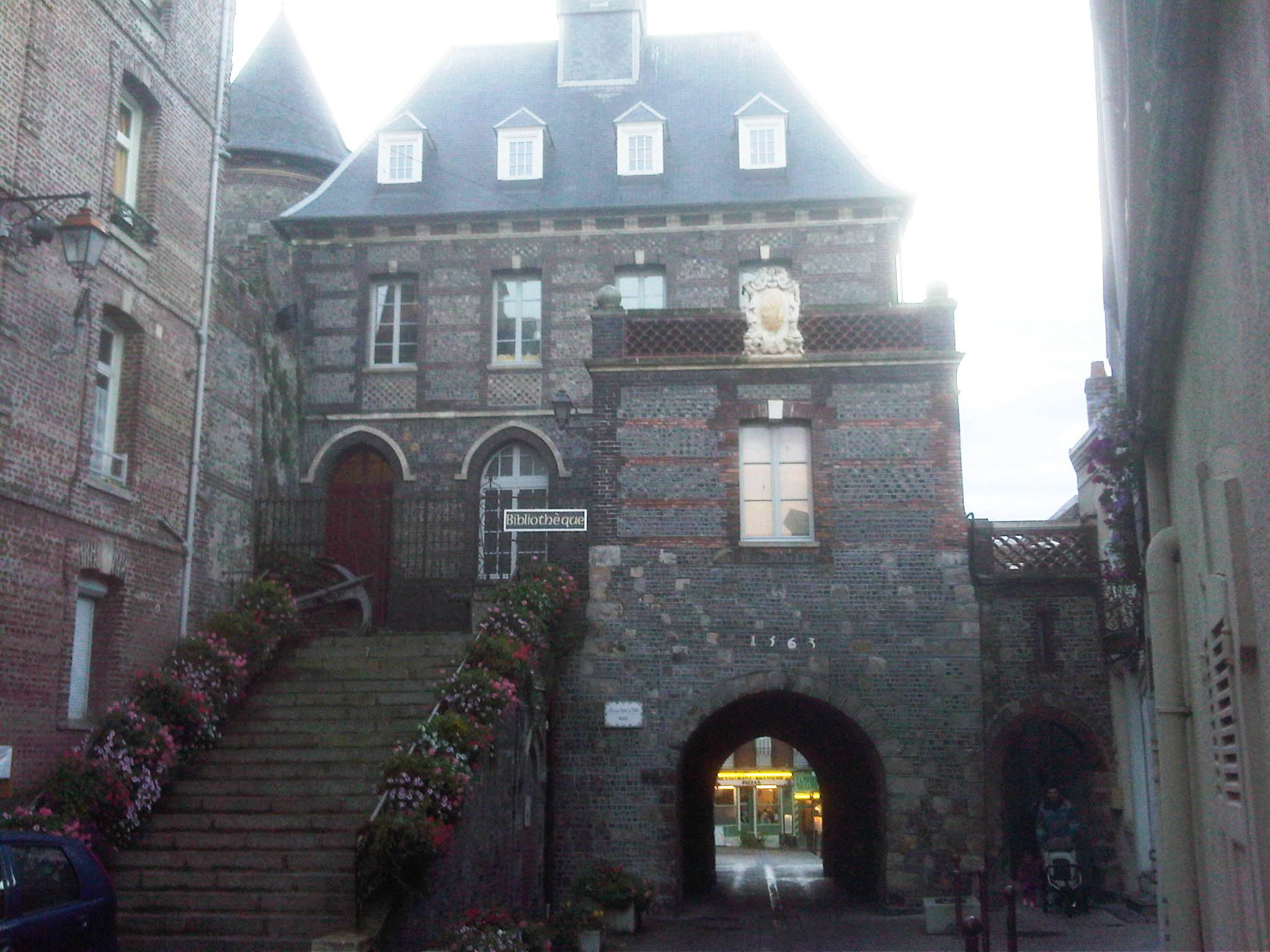
勒特雷波尔市政厅

勒特雷波尔的现任市长为洛朗·雅克先生（Laurent Jacques），他是法国共产党的一名成员，在2020年的市政选举中获得了73%的支持率。
在2017年的法国总统大选中，法国国民阵线主席玛丽娜·勒庞在勒特雷波尔获得了54.05%的支持率。
| 勒特雷波尔历届市长 |                           |                                                  |
| 任期               | 市长                      | 党派                                             |
| 1944年－1977年     | Louis Boisson 路易·布瓦松 | SFIO工人国际法国支部 →RAD激进党 →UDF法国民主联盟 |
| 1977年－1998年     | Jean Garraud 让·加罗      | PCF法国共产党                                    |
| 1998年－2016年     | Alain Longuent 阿兰·隆冈  | PCF法国共产党                                    |
| 2016年－           | Laurent Jacques 洛朗·雅克 | PCF法国共产党                                    |

## 人口
2018年，勒特雷波尔市镇人口数量为4,723，在法国排名第2,330位。其中男性2,278人，女性2,592人，75岁及以上人口占10.2%，外籍人口数量为959人，人口密度为698人/平方公里，当地居民被称为（男性）或（女性）。2019年，勒特雷波尔境内出生34人，死亡人口88人。
| 年份   | 1936  | 1946  | 1954  | 1962  | 1968  | 1975  | 1982  | 1990  | 1999  | 2005  | 2010  | 2015  | 2018  |
| ------ | ----- | ----- | ----- | ----- | ----- | ----- | ----- | ----- | ----- | ----- | ----- | ----- | ----- |
| 人口數 | 5,168 | 5,119 | 5,429 | 6,136 | 6,328 | 6,816 | 6,455 | 6,227 | 5,900 | 5,719 | 5,255 | 4,935 | 4,723 |

## 经济
勒特雷波尔是一个区域性的中心城市，制造业和旅游相关产业是当地主要的经济支柱。截至2021年5月，勒特雷波尔共有各类用人单位632家，平均历史为20年，其中98.73%为中小型企业（PME）。（塑料制品生产）、（塑料制品生产）及（管道阀门生产）是当地2019年营业额最高的三个企业，分别为108,971,083欧元、56,973,646欧元和13,019,737欧元。

## 财政收入
2019年，勒特雷波尔的财政收入总额为14,489,000欧元，财政支出总额为12,394,200欧元，当年的债务总额为10,253,000欧元。2020年，勒特雷波尔共获得145,203欧元的国家财政补助，比上一年减少了0.32%。
2017年，勒特雷波尔的人均月收入总额为1,947欧元，其中高级职员为4,097欧元，低于法国平均水平（4,214欧元）；中级职员为2,241欧元，低于法国平均水平（2,353欧元）；普通职员为1,562欧元，亦低于法国平均水平（1,690欧元）。
2017年，勒特雷波尔境内的青壮年（15至64岁）失业率为23.3%，当地40.7%的家庭拥有纳税资格，平均纳税1,723欧元，低于法国平均水平（3,888欧元）。

## 社会事务

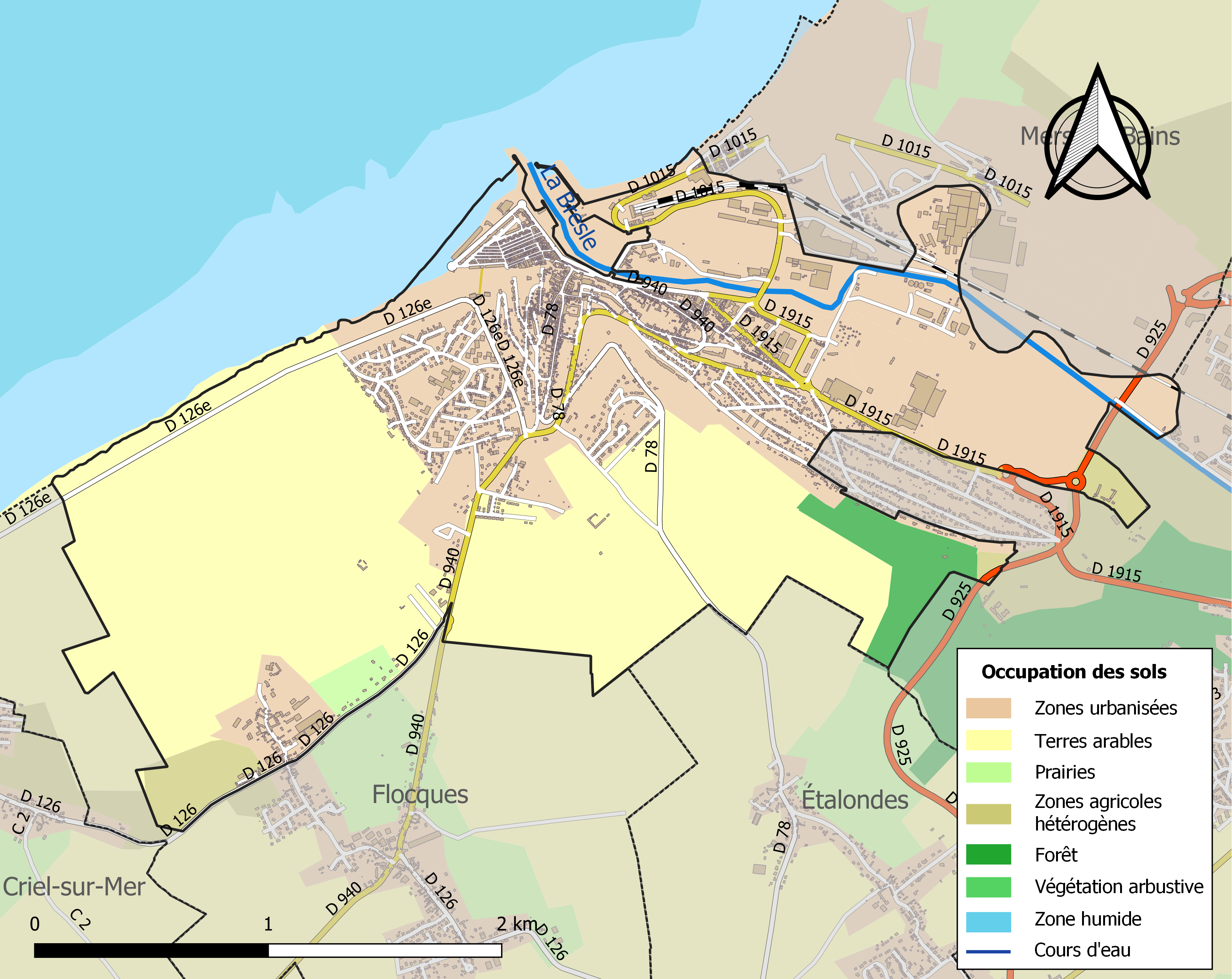
勒特雷波尔土地利用地图

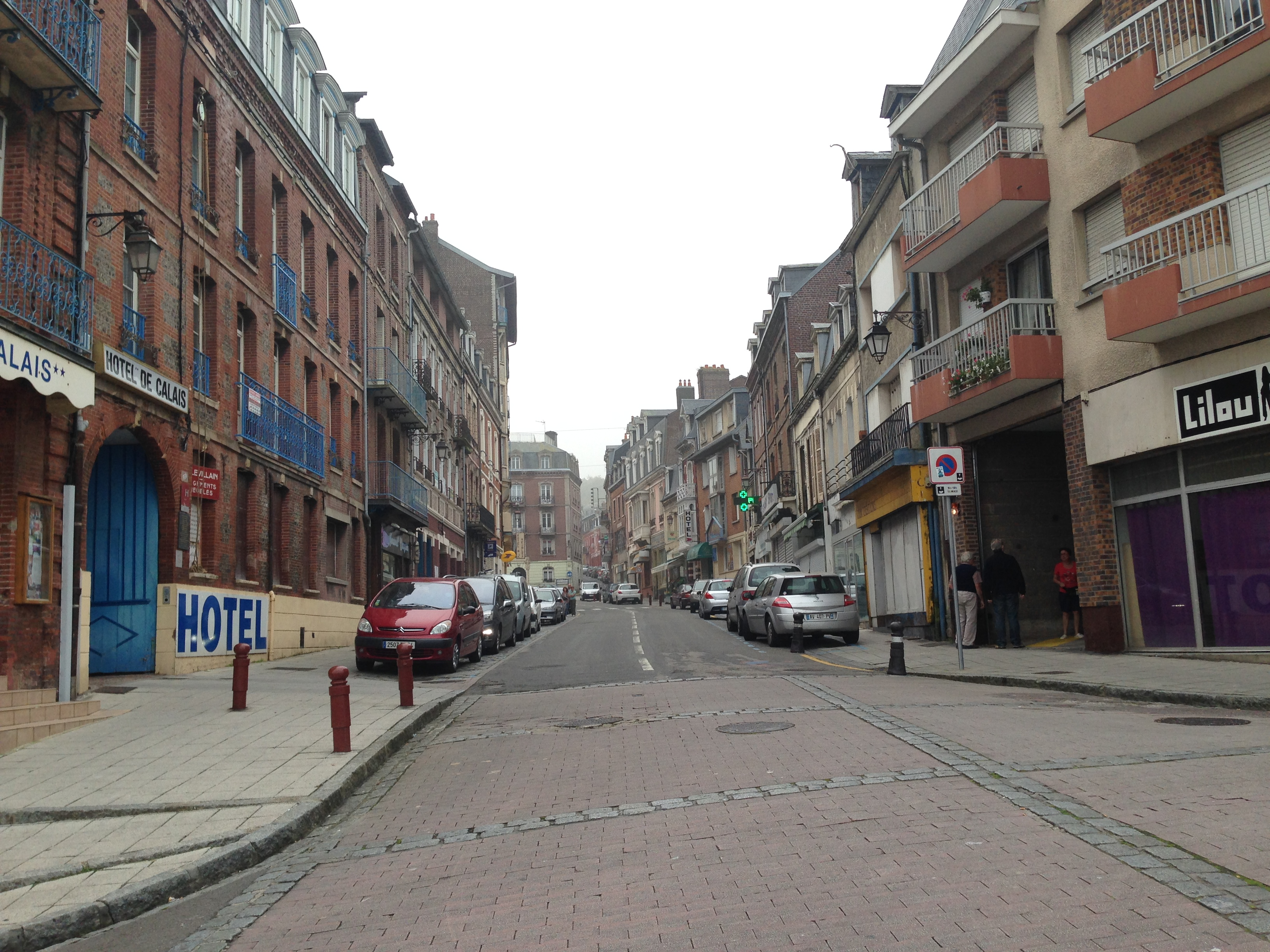
勒特雷波尔市中心

### 教育
勒特雷波尔属于鲁昂学区。截止2019年1月1日，勒特雷波尔境内共有1所幼儿园、1所小学、1所初级中学和1所职业高中。2018至2019学年度，勒特雷波尔境内共有在校中等教育阶段学生491名。

### 医疗
截止2019年1月1日，勒特雷波尔境内共有全科医生4名、保健师3名、牙医2名和护士7名。境内共有药房2家和养老院1家。
勒特雷波尔是厄镇中心医院（Centre Hospitalier d'Eu）的服务范围，后者是法国的一个区域性医疗机构，其主病区位于厄镇市区，设有床位233个，是这一地区规模最大的公立综合性医院。

### 住房
2017年，勒特雷波尔境内共有各类住房4,061套，其中55.2%为独立式居民区，44.5%为集中式居民区。常住房屋占勒特雷波尔市镇范围内居民建筑总量的58.5%。
在住房保障政策方面，2017年，勒特雷波尔境内共有755户家庭获得了住房经济补助，受益人数占总人口数量的15.5%，其中734份为房租补助。

### 商业
2019年，勒特雷波尔境内共有各类实体商铺148家，其中餐厅50家、大型超市1家、杂货店4家、面包房6家、肉铺4家、书店1家、装饰品店1家、银行门店3家、美容美发店12家、汽车维修店1家。市中心建有一家家乐福超市。

### 体育
2019年，勒特雷波尔境内共有1家游泳池、2间体育馆、2处网球场以及2处足球或橄榄球场。
勒特雷波尔体育俱乐部（A.S. Tréportaise）是当地的一支足球队，2021至2022赛季参加滨海塞纳省足球联赛。

### 环境
勒特雷波尔的环境事务由其所属的公共社区负责。2019年，勒特雷波尔境内共有2家污染企业。

### 治安
2019年，勒特雷波尔市镇范围内共有1处派出所和1处宪兵队。
2014年，勒特雷波尔及附近地区共发生各类案件2,142起，其中盗窃类案件1,203起，经济类案件250起，毒品交易类案件149起。

## 文化
2019年，勒特雷波尔境内有1家电影院。勒特雷波尔市政府提供多媒体中心，向公众全年开放。

### 建筑
勒特雷波尔境内有多处历史建筑，其中勒特雷波尔圣雅各教堂为法国国家文物保护单位。

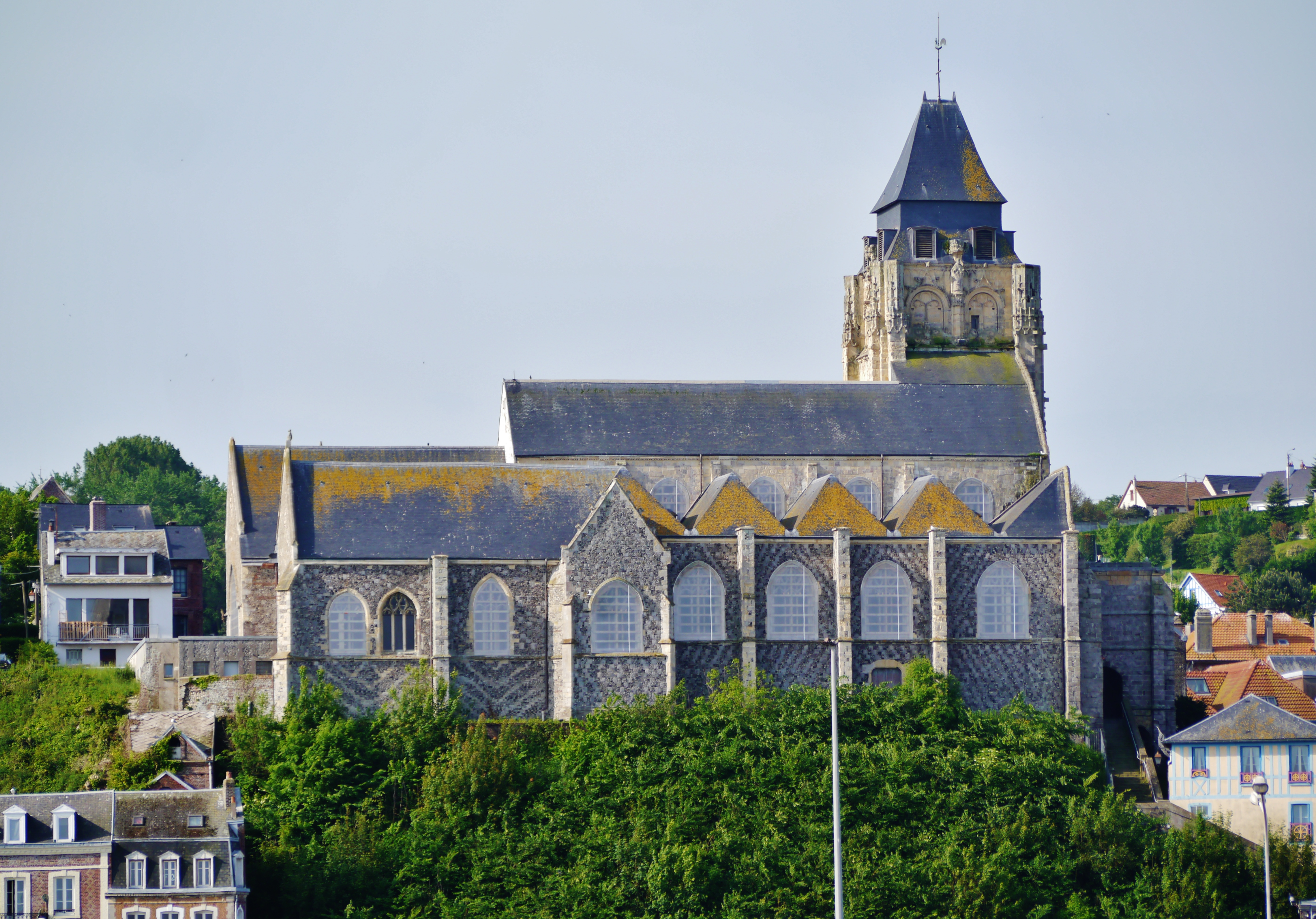
圣雅各教堂（法语：Église Saint-Jacques du Tréport）
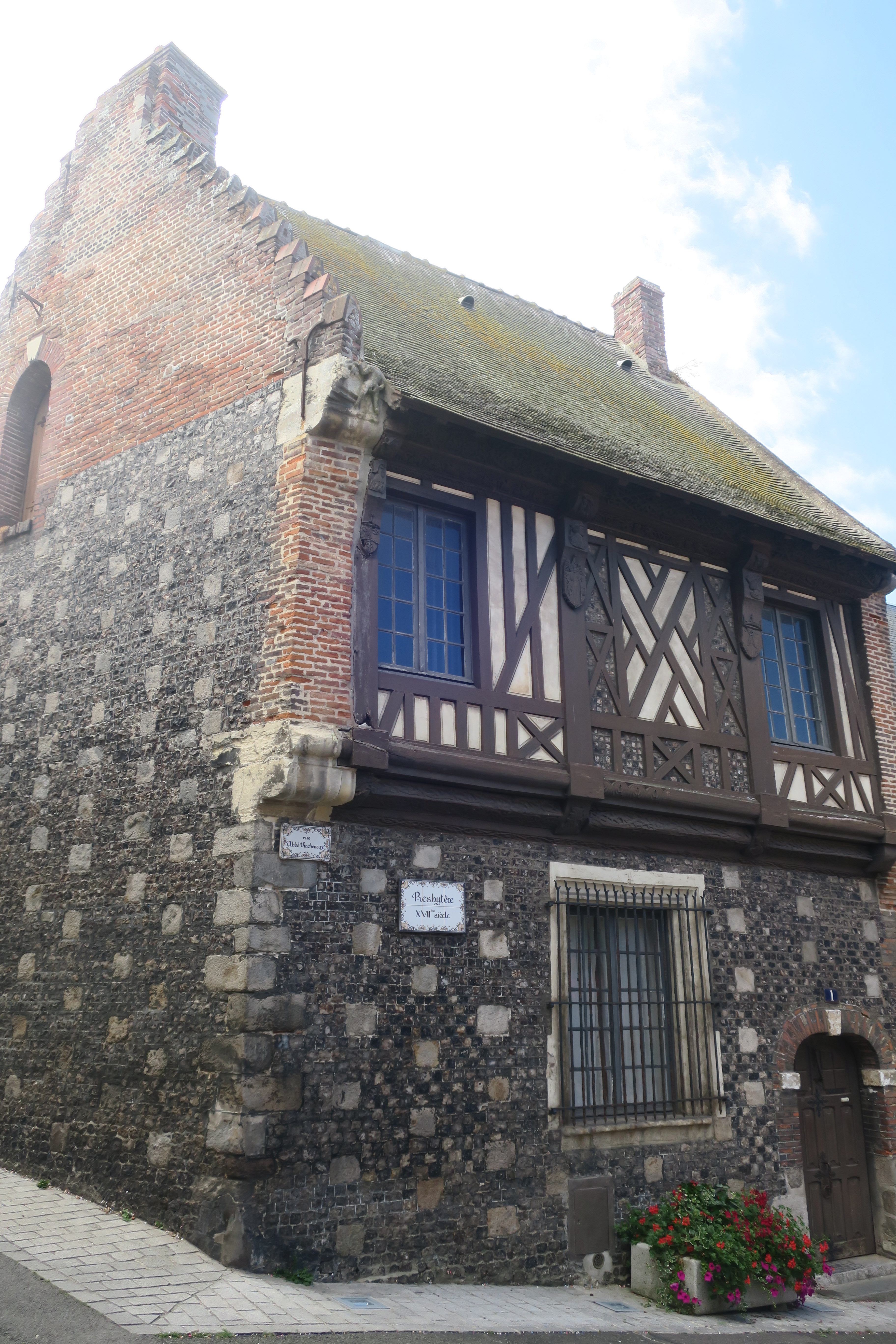
牧师馆
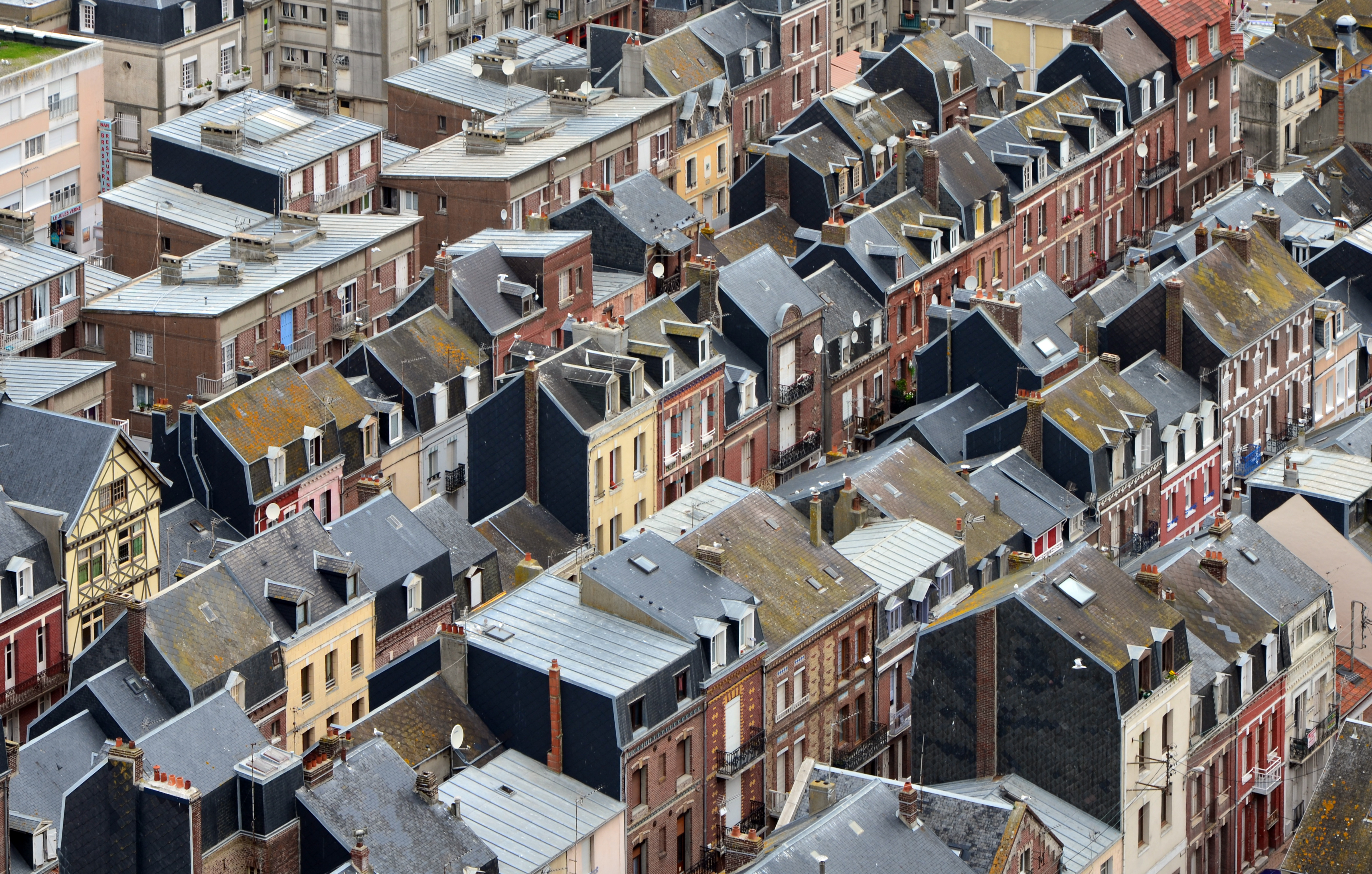
老城区
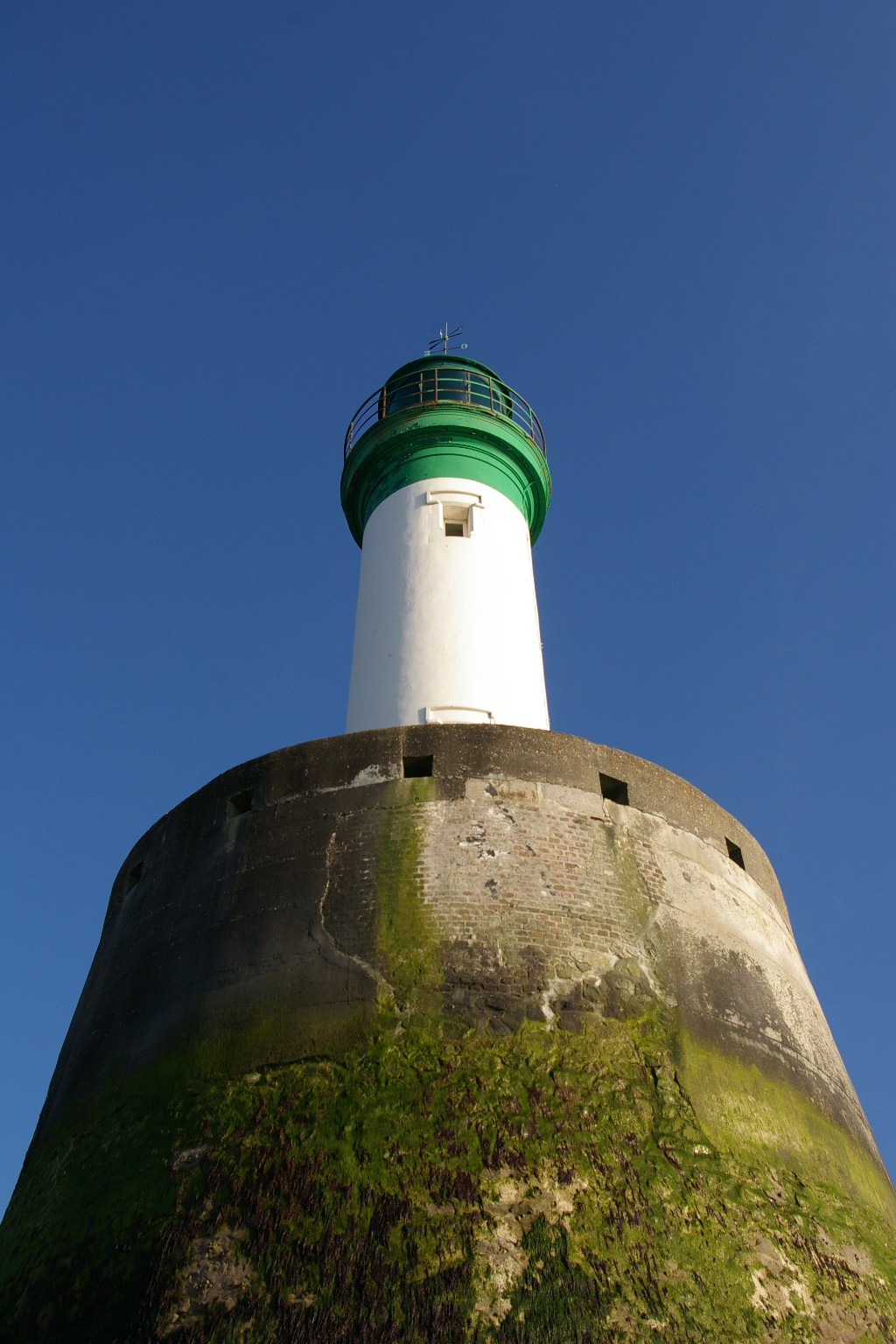
港口灯塔
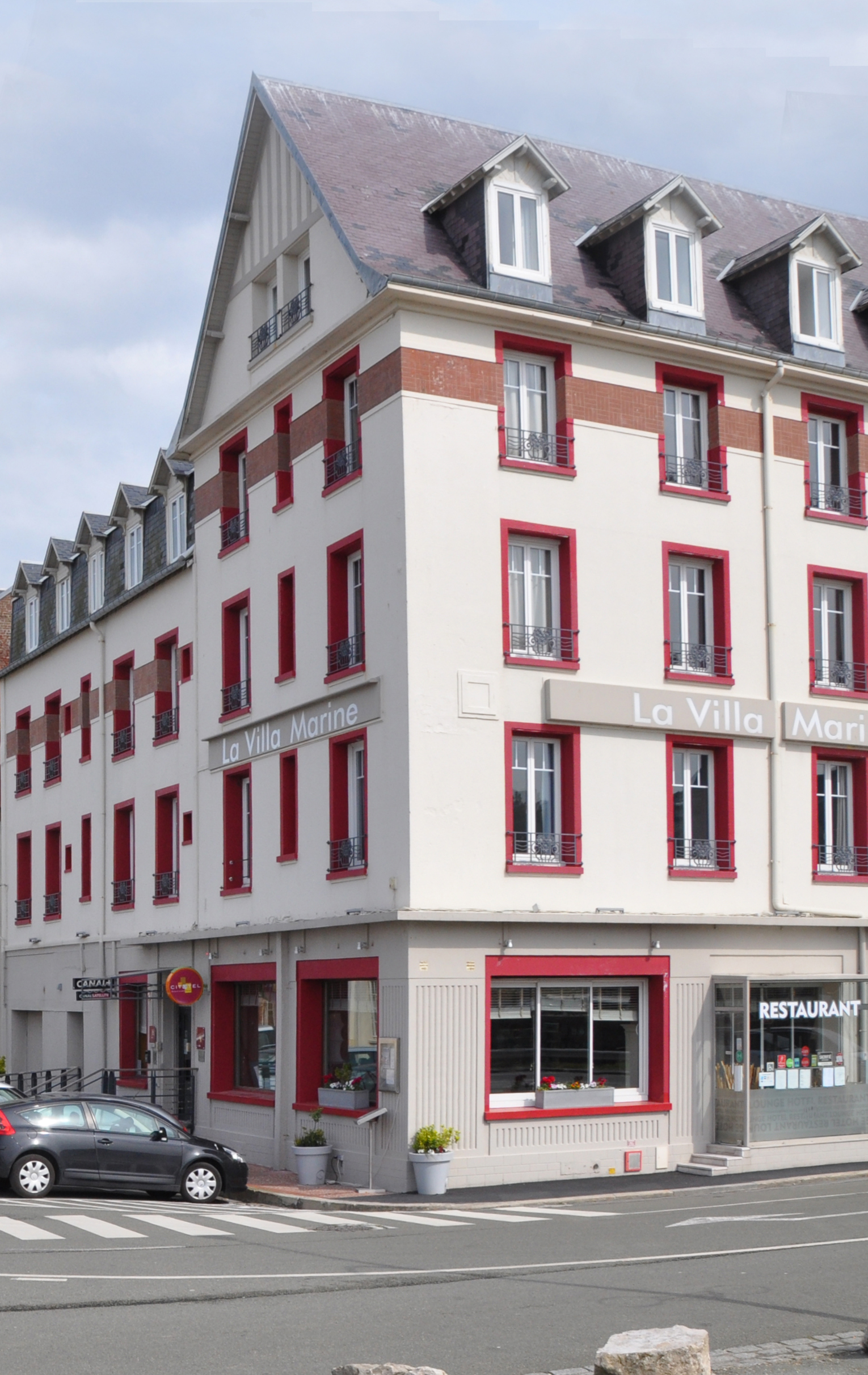
海洋大楼
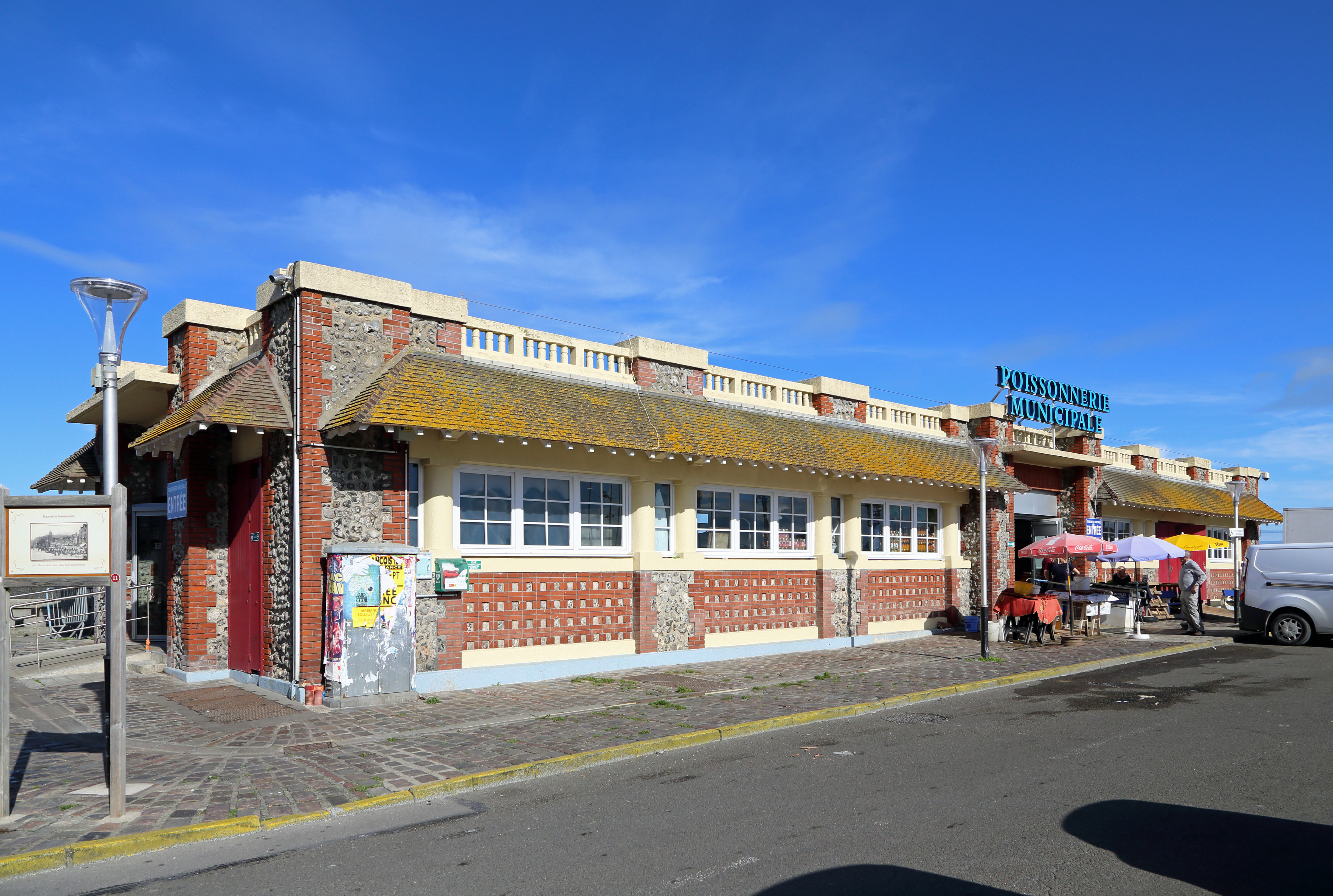
市政渔场
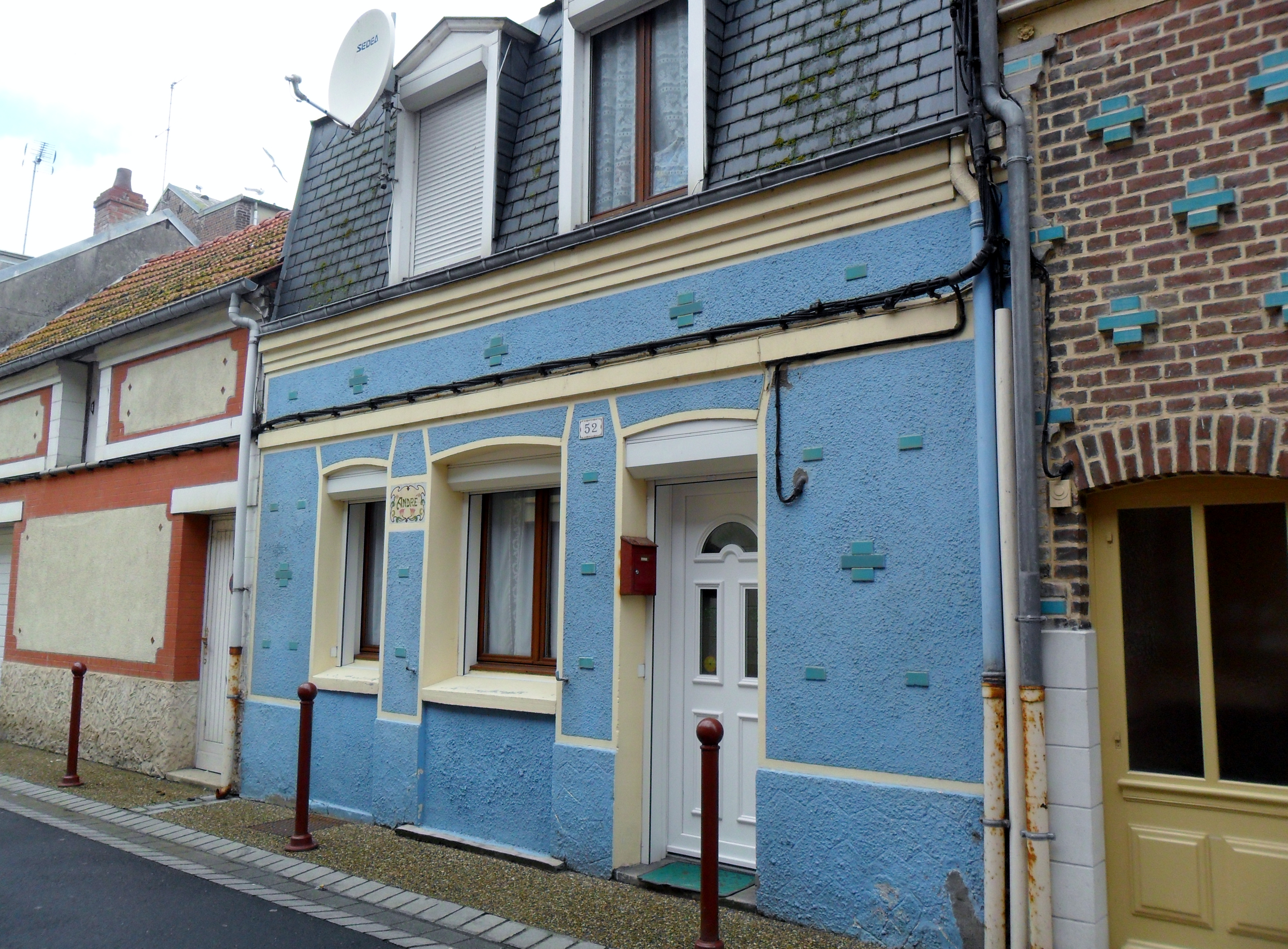
居民建筑

### 旅游
勒特雷波尔的旅游事务由其所属的公共社区负责。2020年，勒特雷波尔境内共有7家酒店共计153间房间；另有3个露营地，可容纳共328辆露营车。

### 媒体
法国主要的媒体均可在勒特雷波尔接收，法国电视三台下属的诺曼底大区频道在部分时段播出勒特雷波尔所属区域的地方新闻。

### 影视作品
勒特雷波尔因其独特的海岸和悬崖景观而成为重要的拍摄地，多部影视作品在此取景，包括电影《鲨鱼绳》、《盛夏85》和电视剧《目击者》等。

## 相关人物
法国演奏家保罗·帕赖出生于勒特雷波尔。

## 友好城市
截至2021年5月，勒特雷波尔暂未建立任何友好城市关系。